# جبون أسود التاج هايناني
جبون أسود التاج هايناني أو شق أسود التاج هايناني أو جبون هاينان (الاسم العلمي: Nomascus hainanus)، نوع من الجيبون المهدد بالانقراض ولا يوجد إلا في جزيرة هاينان بالصين. كان يُعتبر سابقًا نويعًا من الجبون الشرقي أسود التاج (Nomascus nasutus) من محافظتي هوا بنه وكاو بناغ في فيتنام ومقاطعة جينغشي في منطقة قوانغشي ذاتية الحكم بالصين. تشير البيانات الجزيئية، إلى جانب علم التشكل واختلافات الصياح، إلى أنه نوع منفصل. يتكون موئله من الغابات عريضة الأوراق والغابات الموسمية شبه نفضية. يتغذى على الفاكهة الناضجة الغنية بالسكر، مثل التين وأحيانًا الأوراق والحشرات..